# Pittore di Nikoxenos
Pittore di Nikoxenos (fl. fine VI sec. a. C. / inizio V sec. a. C.) è il nome convenzionale assegnato ad un ceramografo attico.

## Attività
Gli vengono assegnati una cinquantina di vasi attici, tutti di notevoli proporzioni, nelle due tecniche a figure nere e a figure rosse. Estremamente riconoscibile nelle sue reiterazioni, dipinge figure nere su anfore e pelikai che ricordano il lavoro del Gruppo di Leagros. I suoi hydria e kalpidai con profilo continuo erano già nella tradizione del nuovo stile. Il suo lavoro a figure nere è considerato migliore di quello a figure rosse. Secondo Beazley, il Pittore di Eucharides ne è il ben più dotato continuatore.